# 14号美国国道
14号美国国道（英語：U.S. Route 14）是一条东西方向的美国国道。该公路连接了伊利诺伊州芝加哥和黄石国家公园，全长1,429英里。